# Mizzi Kaspar

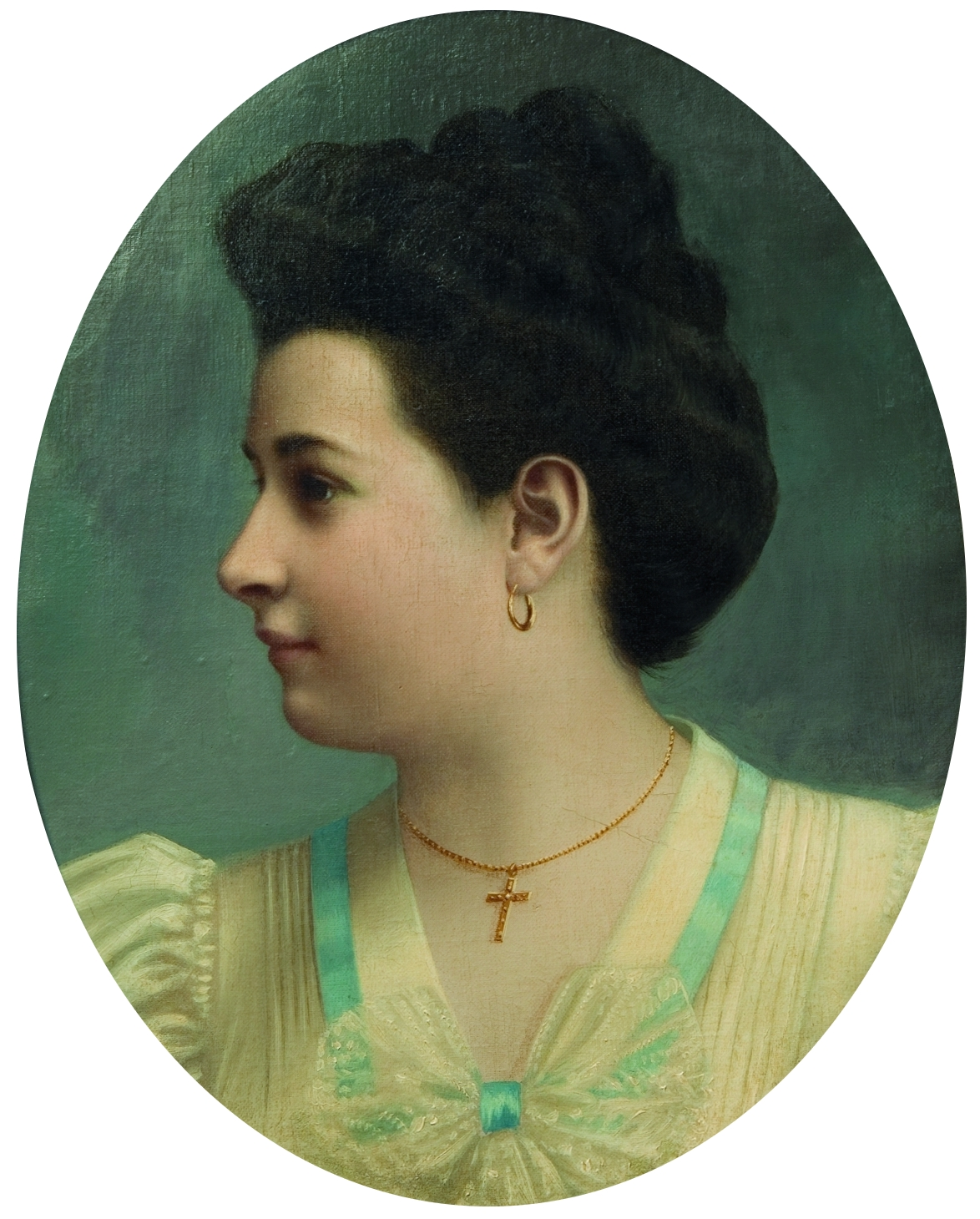
Mizzi Kaspar

Mizzi Kaspar (ur. 28 września 1864, zm. 29 stycznia 1907) – austriacka aktorka i prostytutka. Była m.in. kochanką arcyksięcia Rudolfa, następcy tronu Austro-Węgier.

## Biografia
Mizzi Kaspar była wiedeńską aktorką sceniczną oraz luksusową prostytutką. Arcyksiążę Rudolf utrzymywał z nią bliską, długoletnią zażyłość, mimo że miał również inne romanse. Wydawał na nią duże sumy pieniędzy i obdarowywał kosztownymi prezentami, takimi jak trzypiętrowa kamienica przy Heumühlgasse. Sir R. H. Bruce Lockhart, brytyjski dyplomata, określał ją jako „największą miłość jego życia”.
Według relacji Mizzi, Rudolf zwierzył się jej pewnego dnia, że pragnie popełnić samobójstwo. Namawiał ją, by zabiła się razem z nim. Odmówiła i próbowała powiadomić policję, ale jej zgłoszenie zostało zignorowane. Rudolf zwrócił się z tą samą propozycją do swojej drugiej kochanki, baronówny Marii Vetsery. 30 stycznia 1889 odnaleziono ciała Rudolfa i Marii w domku myśliwskim w Mayerling. W przeddzień tragedii Rudolf i Mizzi spędzili ostatnią wspólną noc (27/28 stycznia 1889 roku).
Rudolf pozostawił w testamencie Mizzi 30 000 guldenów. W 1891 roku Mizzi sprzedała dom przy Heumühlgasse i przeniosła się do domu przy Paniglgasse 19 w tej samej dzielnicy, nieco bliżej centrum miasta.
Według aktu zgonu Mizzi Kaspar zmarła 29 stycznia 1907 r. na stwardnienie rdzenia kręgowego w następstwie kiły.
Wśród innych jej kochanków wymienia się arcyksięcia Franciszka Ferdynanda, kolejego następcę tronu Austro-Węgier.